# انحراف (فيزياء)

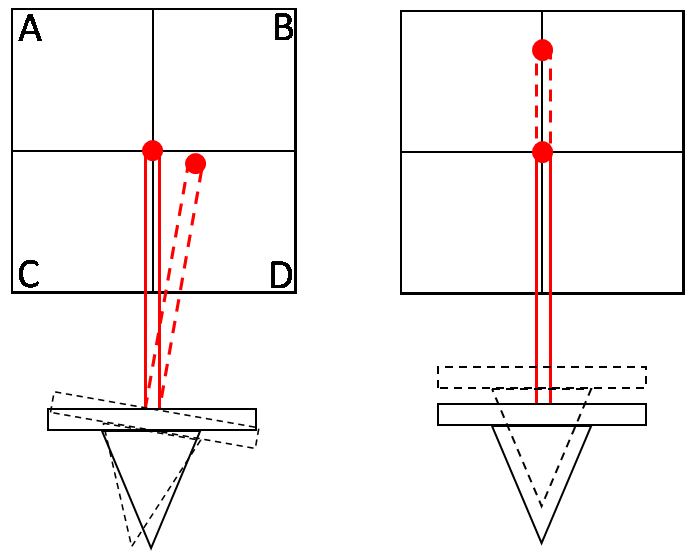

الانحراف هو الميل إلى حرف أي إلى جانب. الانحراف في الفيزياء تغير مسار الجسم إثر اصطدامه بسطح مستو.